# NGC 103
NGC 103 est un petit amas ouvert d'étoiles partiellement visible dans un télescope amateur de 8" sous un ciel dont la pollution lumineuse est modérée. L'astronome britannique John Herschel a découvert cet amas en 1829.
La taille apparente de l'amas est de 5 minutes d'arc, ce qui, compte tenu de la distance égale à 3 021 ± 137 pc (∼9 850 al) et grâce à un calcul simple, équivaut à une taille réelle de 14,3 ± 0,6 al années-lumière.
Selon la classification des amas ouverts de Robert Trumpler, NGC 103 renferme moins de 50 étoiles (lettre p) dont la concentration est moyenne (II) et dont les magnitudes se répartissent sur un intervalle moyen (le chiffre 2). Toutefois la page Lynga préconise II1m comme classe, l'amas contiendrait alors entre 50 et 100 étoiles (la lettre m) dont les magnitudes se répartissent sur un petit intervalle (le chiffre 1)

## Caractéristiques

### Distance et vitesse
Trois valeurs de la distance sont indiquées sur la base de données Simbad : environ 3 167,0 pc (∼10 300 al), environ 3 000 pc (∼9 780 al) et 2 896 ± 116 pc (∼9 450 al). La valeur moyenne et l'écart-type de cet échantillon sont 3 021 ± 137 pc (∼9 850 al).
Quatre vitesses sont aussi indiquées par Simbad, dont deux indentiques égales à −78,11 ± 2,92 km/s,, une troisième égale à −78,897 ± 0,293 km/s et une quatrième passablement différente égale à −116,7 ± 10 km/s.

### Métallicité
Simbad rapporte une seule valeur de la métallicité (Fe/H) égale à -0,138. Cela signifie que le pourcentage d'éléments lourds (plus lourd que l'hydrogène et l'hélium) de cet amas est égal à  73% (10-0,138)de celui du Soleil.